# Lopadotemajoselajogaleokranioleipsanodrimipotrimmatosilfiokarabomelitokatakejimenokijlepikossifofatoperisteralektrionoptekefaliokinklopeleiolagoiosiraiobafetraganopterigón

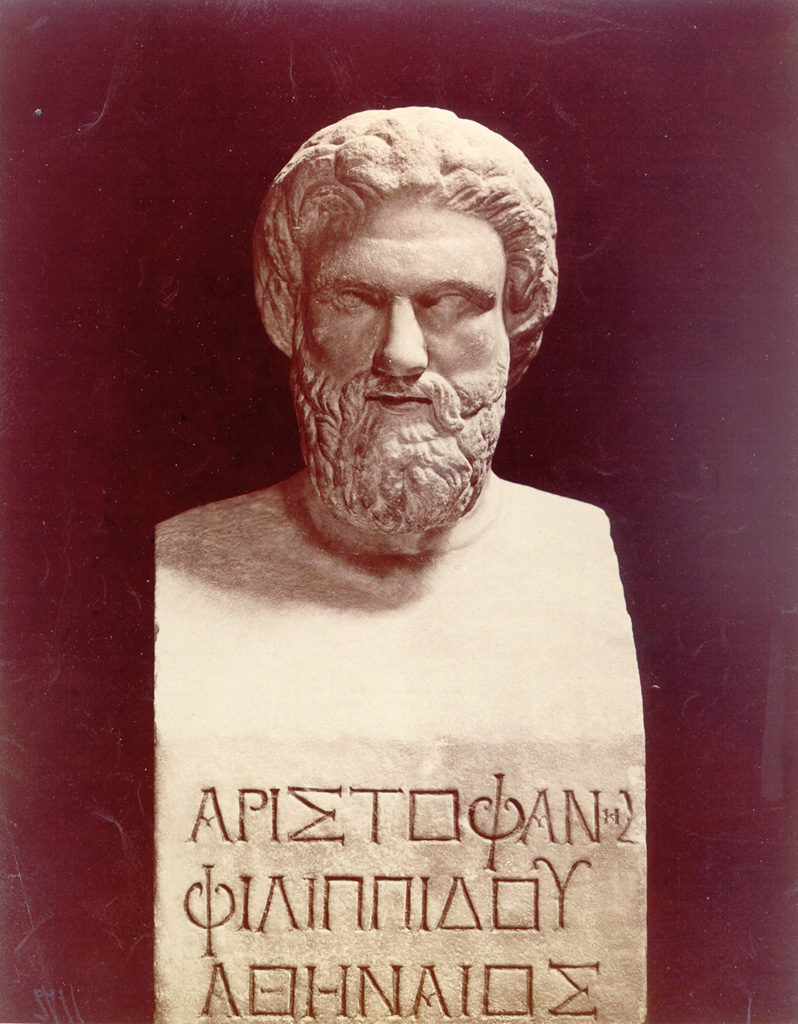
Aristófanes

El lopadotemajoselajogaleokranioleipsanodrimipotrimmatosilfiokarabomelitokatakejimenokijlepikossifofatoperisteralektrionoptekefaliokinklopeleiolagoiosiraiobafetraganopterigón o lopadono es un plato culinario ficticio mencionado en los versos 1169 a 1175 de la comedia Las asambleístas (392 a. C.) de Aristófanes (444-385 a. C.).
El diccionario A Greek-English Lexicon (1843) de Liddell, Scott y Jones, traduce: ‘plato compuesto de toda clase de delicatessen, pescado, carne, aves de corral y salsas’.

## La palabra más larga
La palabra completa ocupa 6 versos y medio (1169-1175). El término original griego consta de 171 caracteres, lo que casualmente corresponde con el número de caracteres de la transliteración española que se muestra aquí. Es conocida desde hace siglos como la palabra más larga de la literatura, y así lo reconoce el Libro Guinness de los Récords en su edición de 1990.
| En letra griega                 | En letra romana                     | Traducción al español                           |
| ------------------------------- | ----------------------------------- | ----------------------------------------------- |
| λοπαδοτεμαχοσελαχογαλεο-        | lopado-temajo-selajo-galeo-         | plato-de-rodajas-de-pescado-con-raya-restos-de- |
| κρανιολειψανοδριμυποτριμματο-   | kranio-leipsano-drimÿ-potrimmato-   | cabeza-de-tiburón-popurrí-picante-con-          |
| σιλφιοκαραϐομελιτοκατακεχυμενο- | silfio-karabo-melito-kata-kejÿmeno- | silfio-cangrejo-de-mar-con-miel-derramada-      |
| κιχλεπικοσσυφοφαττοπεριστερα-   | kij-lepikos-sÿfofatto-peristera-    | tordo-sobre-mirlo-de-mar-torcaz-paloma-         |
| λεκτρυονοπτεκεφαλλιοκιγκλο-     | lektrÿonopte-kefalio-kinklo-        | cabeza-de-gallo-asada-zampullín-                |
| πελειολαγῳοσιραιοϐαφητραγανο-   | peleio-lagoio-sirai-obafe-tragano-  | pichón-liebre-cocida-en-sirah-y-crujientes-     |
| πτερυγών.                       | pterÿgón.                           | alas.                                           |

## Composición del plato
El plato era un fricasé, compuesto de 17 ingredientes amargos y dulces, como los sesos, la miel, el vinagre, el pescado y los pepinos:
1. rodajas de pescado
2. pescado de la subclase de los elasmobranquios (tiburón o raya).
3. escualiformes (pez con forma de escualo) fermentado, o cabeza de pequeño tiburón
4. silfio, aparentemente un tipo de ferula
5. cangrejo de mar (karabo), alguna clase de braquiuro, escaroboideo o crustáceo
6. miel (meli) fluida
7. lábrido (pez colorido), zorzal (ave) o tordo (ave).
8. mirlo (ave) o algún pescado de mar, como guarnición
9. paloma torcaz
10. paloma bravía (peristera)
11. gallo rojo
12. cabeza (kefa) asada de zampullín común (ave acuática).
13. liebre (lagós), que podría tratarse tanto de un género de ave como de una liebre de mar
14. vino nuevo hervido (sirai)
15. frutas o alimentos crudos
16. alas, aletas de pez

## Papel en la obra
La ginecocracia (matriarcado) en esta obra intenta instaurar la paridad. Las mujeres crean este plato con el fin de que pueda satisfacer los gustos de todos.